# Mikoyan-Gurevich MiG-15
O Mikoyan-Gurevich MiG-15 (em russo:  Микоян и Гуревич МиГ-15; código NATO "Fagot") é um caça a jato desenvolvido pela antiga União Soviética pela Mikoyan-Gurevich. O MiG-15 foi um dos primeiros caças a jato com asas enflechadas bem sucedido de sua época, alcançando fama nos céus da península Coreana durante a Guerra da Coreia, onde o seu desempenho ultrapassou outros caças a jato de primeira geração, que foram relegados a emprego em ações de ataque. Em resposta ao aparecimento do MiG-15, os norte-americanos aceleraram a chegada do F-86 Sabre no teatro de operações coreano.
O MiG-15 também serviu como ponto de partida para o desenvolvimento do MiG-17, mais avançado, que se oporia aos caças norte-americanos na Guerra do Vietname na década seguinte, se provando efetivo contra o F-105 Thunderchief e o F-4 Phantom II.
Pode-se afirmar que o MiG-15 foi o caça a jato construído em maior número, com cerca de 12 000 unidades fabricadas, sem contar as unidades construídas sob licença, fora da União Soviética, as quais poderão aumentar os valores para 18 000 unidades. O MiG-15 continuou seu serviço até meados dos anos 1990 nos países aliados à Rússia, continuando seu serviço até os dias de hoje, como treinador avançado na Força Aérea e Antiaérea do Exército Popular da Coreia.

## Design e Desenvolvimento
O primeiro caça a jato desenvolvido pela Mikoyan-Gurevich OKB foi o MiG-9, que apareceu logo após o final da Segunda Guerra Mundial. Essa aeronave usava um par de motores BMW 003 alemães, reproduzidos com engenharia reversa pelos soviéticos. O MiG-9 sofria de vários problemas provindos de seu desenho inicial, motores problemáticos e problemas de controle. Categorizado como um caça de primeira geração, ele foi projetado com asas retas, similares as de aeronaves a pistão.

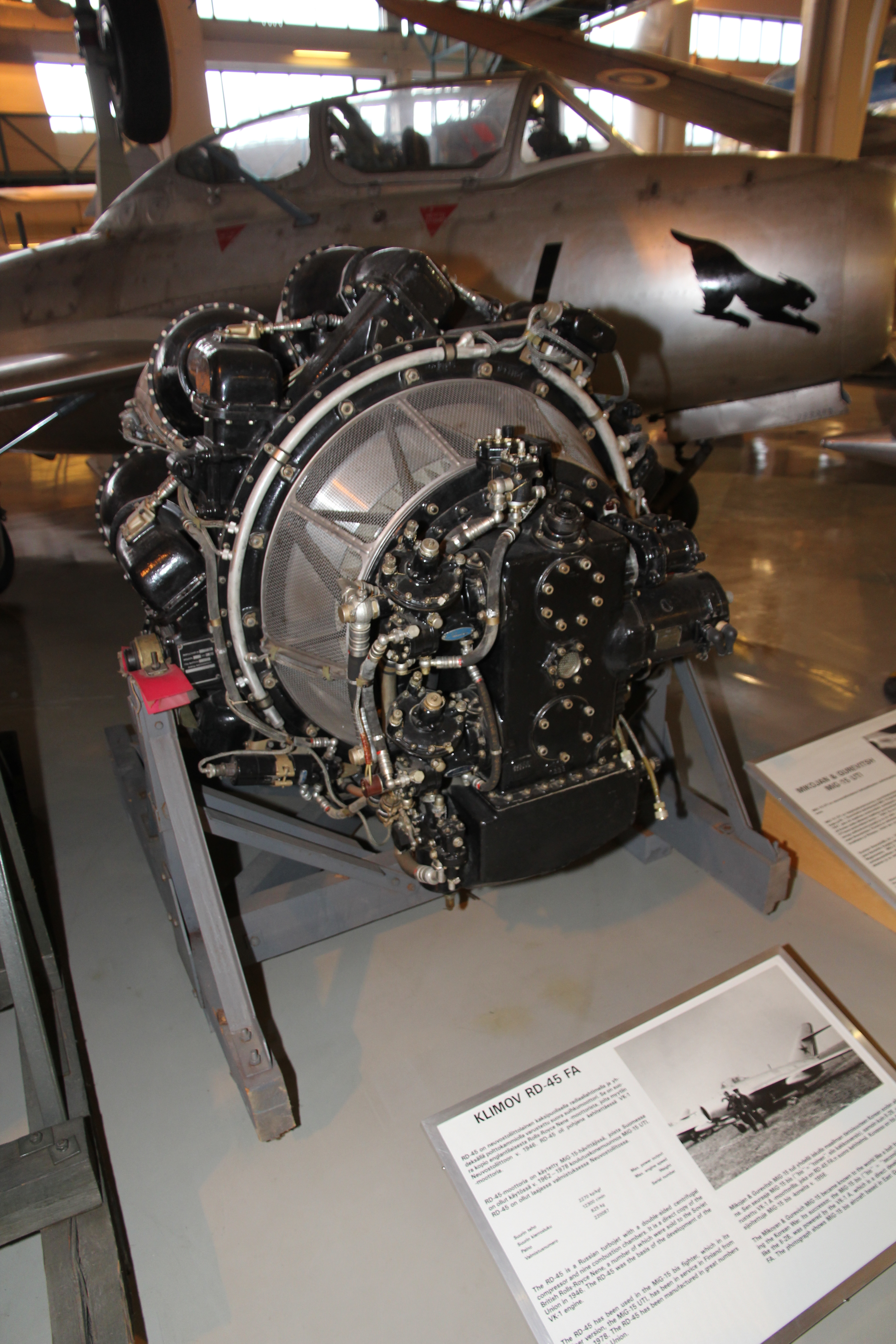
Klimov RD45: A cópia do Rolls-Royce Nene foi possível pela venda de motores modernos pela Grã-Bretanha

Em 1946, a tecnologia de motores soviética estava atrasada em relação ao que se fazia no ocidente na época. Os alemães não haviam conseguido desenvolver turbojatos que conseguissem alcançar empuxos acima dos 2.500 lbf (11.1 kN) e capazes de funcionar por mais de uma hora até a sua rendição em maio de 1945, limitando também as capacidades dos projetos de aeronaves a jato soviéticas nos primeiros anos do pós-guerra. O ministro da aeronáutica soviético Mikhail Krunichev e o projetista aeronáutico A.S. Yakovlev sugeriram a Josef Stalin que a União Soviética adquirisse motores britânicos Rolls Royce Nene, uma vez que esses confiáveis propulsores estavam sendo oferecidos pelo governo britânico (na época sob comandos do Labour) para melhorar as relações com os soviéticos. A ideia inicial era copiar os motores via engenharia reversa. é dito que Stalin respondeu perguntando "Que tolo venderia seus próprios segredos?"
Porém, Stalin concedeu sua bênção para a proposta, com Artem Mikoyan, o engenheiro mecânico Vladmir Klimov e outras figuras da indústria aeronáutica soviética viajaram ao Reino Unido para adquirir os motores. Para o espanto de Stalin, o governo britânico e seu ministro de comércio, Sir Stafford Cripps, queriam prover informações técnicas e a licença para a construção dos motores Nene. Um lote de 25 motores foram adquiridos e entregues com seus desenhos técnicos. Após provas e adaptações as condições soviéticas, a tecnologia foi adaptada a produção em massa, sendo nomeado como Klimov RD-45, sendo futuramente incorporado ao MiG-15.
Para tomar vantagem do novo motor, o Conselho de Comissários ordenou que o Mikoyan-Gurevich OKB construísse dois protótipos para um interceptador para grande altitude com capacidade de abater bombardeiros. A nova aeronave deveria ter velocidade máxima de 1.000 km/h e alcance de 1.200 km.
Os projetistas da OKB-55 (escritório de projetos da MiG) começaram os trabalhos com a base no MiG-9. O novo caça utilizava o motor da Klimov, asas enflechadas e a tomada de exaustão indo até a empenagem, também enflechada. O Me 262 foi o primeiro caça a usar asas dessa forma, com 18.5º de enflechamento, mas, isso foi pensado para ser somente um meio de ajustar o centro de gravidade dos pesados motores Jumo 004, montados embaixo de cada asa. A experiência e pesquisas durante a Segunda Guerra Mundial mostrou que o uso de enflechamento nas asas tornava-as mais efetivas em velocidades transônicas. Ao fim da guerra, os soviéticos tomaram muitos ativos da indústria aeronáutica alemã. O OKB-55 estudou esses projetos, protótipos e documentos, particularmente sobre o uso de asas enflechadas e desenhos técnicos, chegando a produzir uma plataforma de testes em 1945 para pesquisar o uso de asas enflechadas e configuração por impulsão, o MiG-8 Utka (pato em russo, devido a configuração canard). O desenho das asas se provou decisivo em combates contra caças de primeira geração, com asas retas, durante sua introdução em combate na Coréia.

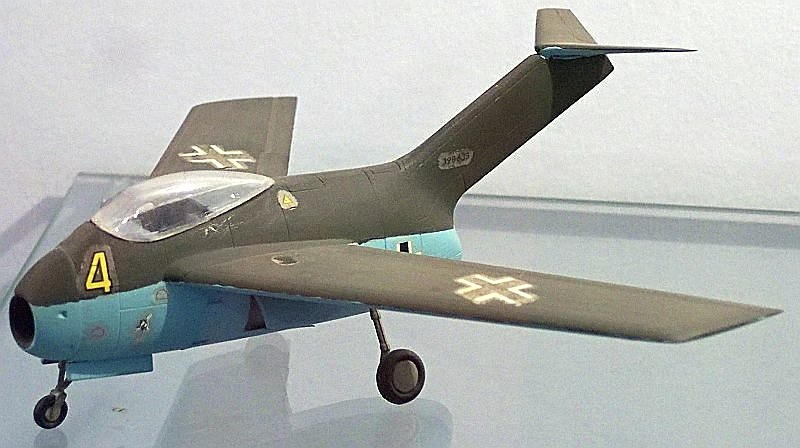
Focke Wulf Ta 183: Algumas características do MiG-15 vieram de documentos técnicos apreendidos na Alemanha após o fim da Segunda Guerra Mundial

O projeto saiu com asas médias, com 35º de enflechamento e leve ângulo anédrico e estabilizadores horizontais montados no alto do estabilizador vertical, ambos enflechados. Analistas ocidentais notaram a semelhança com o Focke-Wulf Ta 183, um projeto de Kurt Tank que não saiu da fase de desenho. Enquanto maioria dos projetistas da Focke-Wulf foram capturados por forças ocidentais (incluindo o projetista chefe do Ta 183, Hans Multhopp), os soviéticos capturaram desenhos técnicos, documentos e modelos aerodinâmicos da aeronave. O MiG-15 lembrava o Ta 183 em sua configuração, tendo a empenagem alta e a tomada de ar no nariz, apesar da aeronave diferenciar em estrutura, detalhes e proporções. O desenho do MiG-15 também trazia elementos do Mikoyan-Gurevich I-270, como a aparência de sua fuselagem. O MiG-15 manteve a mesma configuração de posição de asa e empenagem do MiG-9.
O resultado dos projetos foram os protótipos, denominados como I-310. O I-310 tinha asas e empenagem com enflechamento de 35º, dois wing fences em cada asa, melhorando o fluxo de ar sobre as mesmas. O protótipo utilizava um motor Rolls-Royce Nene, com uma tomada de ar dividida ao meio, com os dutos passando pelas laterais da cabine de comando e voltando a se unir logo antes do compartimento do motor. Seu primeiro voo foi em 30 de dezembro de 1947, somente dois meses após o primeiro voo do F-86 Sabre. A aeronave demonstrou em provas, um desempenho excepcional, chegando a 1.042 km/h a 3.000 m de altitude.
O primeiro caça com asas enflechadas soviético foi o Lavochkin La-160, que era mais parecido com o MiG-9. O Lavochkin La-168, que chegou a ser produzido, sendo designado como La-15, chegou a utilizar o mesmo motor do MiG-15, mas com asas altas e empenagem em T, sendo um desenho mais competitivo. Eventualmente, o projeto da Mikoyan-Gurevich passou para a produção em massa. Redesignado como MiG-15, o primeiro exemplar de produção voou em 31 de dezembro de 1948, entrando em serviço na Força Aérea Soviética em 1949 e sendo designado pela OTAN como "Fagot". Os primeiros exemplares de produção tinha a tendência de rolar para a esquerda ou direita, devido a variações de produção, tendo isso sido resolvido durante a produção com a instalação de compensadores aerodinâmicos, apelidados como nozhi (facas), que eram ajustados pelas equipes de terra até que a aeronave voasse corretamente.

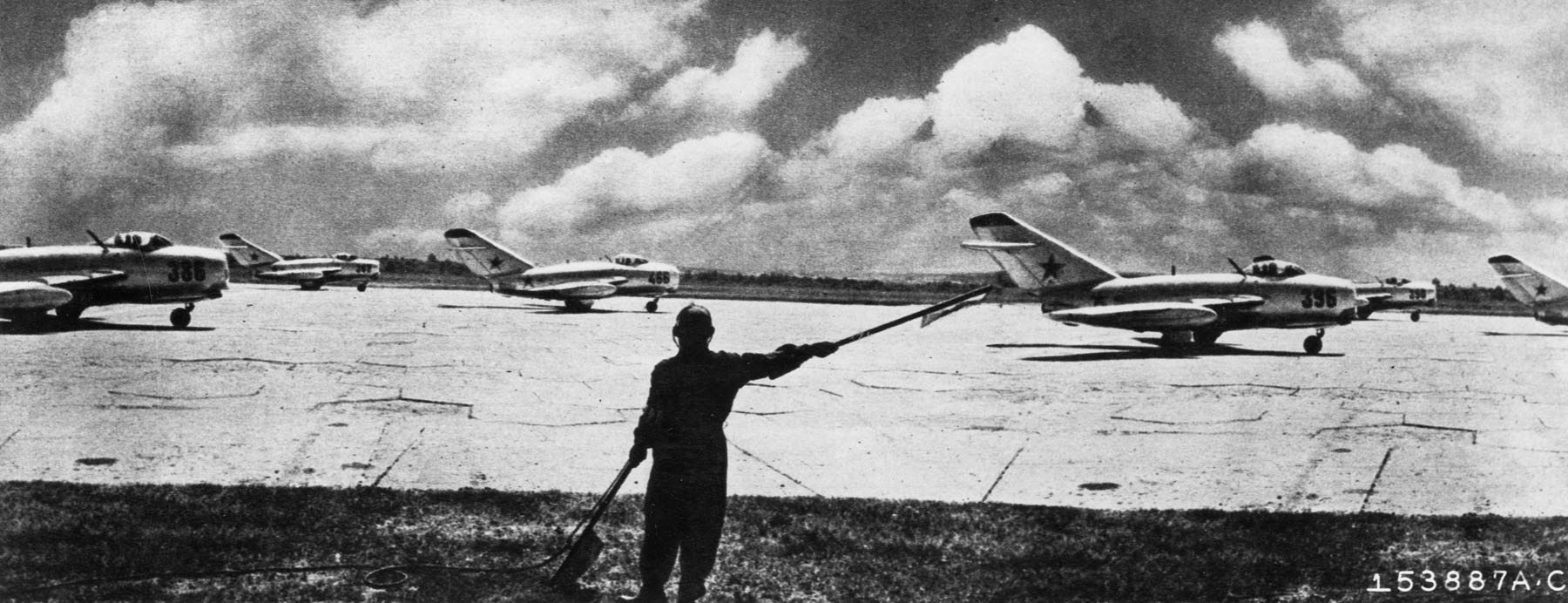
MiG-15 soviéticos se preparando para decolagem, 1950

O MiG-15 era originalmente projetado para interceptar bombardeiros estratégicos, como o B-29 Superfortress. A aeronave foi avaliada em combates aéreos simulados contra um B-29 capturado e depois, contra a variante soviética da aeronave, o Tupolev Tu-4. Para garantir a destruição de tais bombardeiros, o MiG-15 foi equipado com canhões automáticos: dois canhões NR-23, de 23mm e 80 disparos por canhão; e um canhão NR-37, de 37mm, com 40 disparos. Estas armas davam grande poder de fogo ao interceptador, mas a limitada cadência de tiro e baixa velocidade fazia o trabalho de acertar disparos contra alvos menores, como outros caças, bastante complicado. Os canhões de 23 e 37mm também tinham balísticas completamente diferentes, com vários pilotos das Nações Unidas na Coreia relatando a experiência de sentir os disparos de 23mm voando para o alto e os de 37mm passando por baixo de suas aeronaves. Os canhões eram montados em uma simples montagem, que poderia ser guinchada para baixo do nariz, para manutenção, remuniciamento ou para ser trocada completamente por uma outra montagem, já carregada. Apesar de dificuldades com o armamento, a simplicidade, robustez e a falta de tanques de combustíveis nas asas, faziam o MiG-15 ser um adversário formidável em combate ar-ar, com a fuselagem tendo poucos pontos fracos, tanto que abater um MiG utilizando as metralhadoras Browning M3, que eram padrão nas aeronaves americanas da época, necessitava múltiplos acertos.
Uma variante melhorada, o MiG-15bis, entrou em serviço em 1950, já equipado com o motor Klimov VK-1, uma variante do RD-45 com melhoras na metalurgia e atualizações técnicas. Diferenças visíveis eram o farol no separador da tomada de ar e novos freios aerodinâmicos. O canhão de 23mm também recebeu modificações, ficando mais próximo do trem de pouso do nariz. Algumas unidades da variante bis receberam hardpoints nas asas para casulos de foguetes e bombas de 50 até 250 kg. As variantes de caça-bombardeiro foram designadas com o sufixo IB, SD-21 e SD-5. 150 unidades foram modernizadas para o padrão SD-21 entre 1953 a 1954.

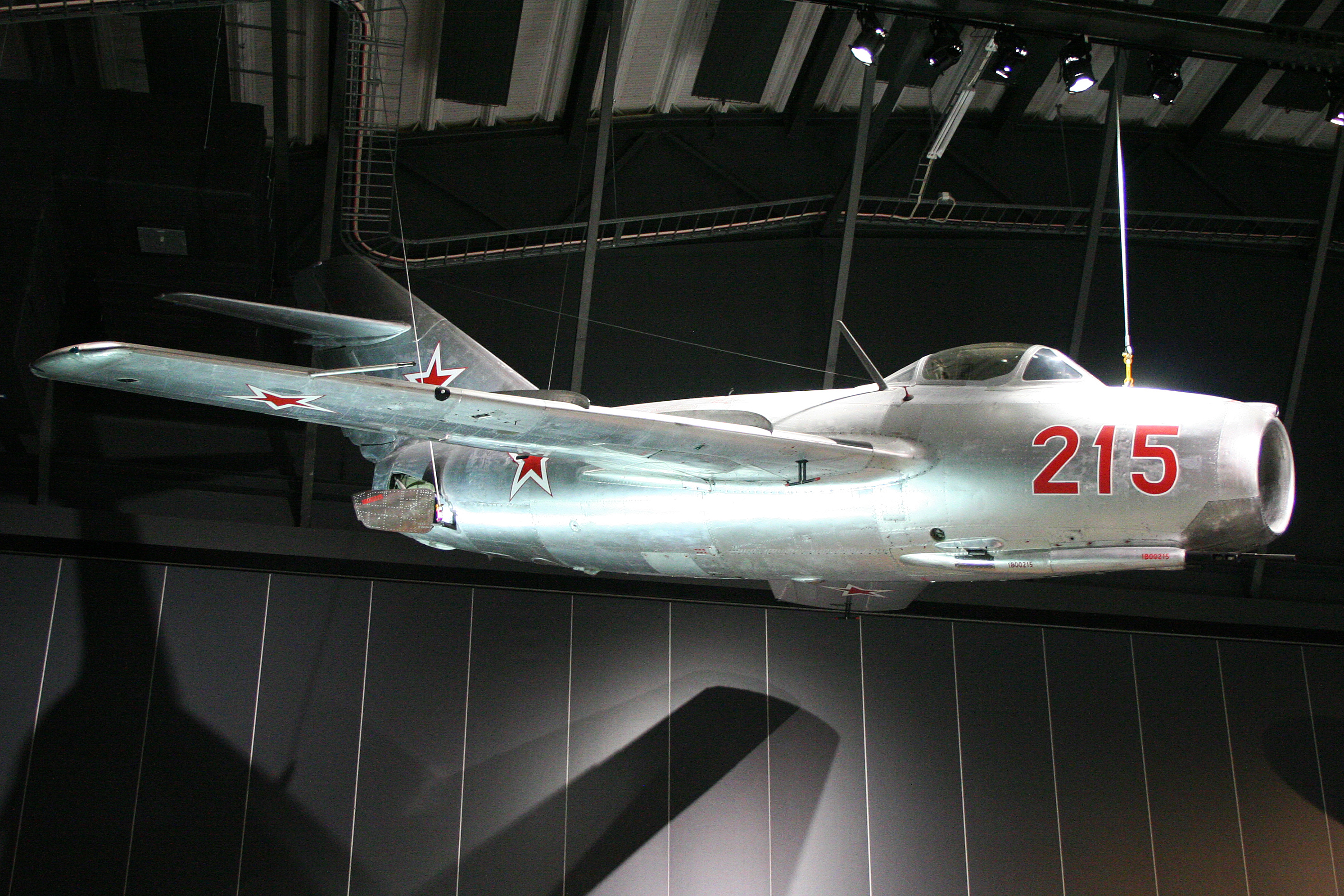
MiG-15bis, exposto no Flygvapenmuseum, na Suécia

O MiG-15 contava com potência suficiente para executar mergulhos supersônicos, mas a falta de stabilators diminuía a habilidade do piloto de controlar a aeronave em velocidades próximas a Mach 1. Como resultado disso, os pilotos tinham que cuidar para não exceder velocidades de Mach 0.92, com o risco das superfícies de controle se tornarem inefetivas. No painel de instrumentos, uma luz vermelha acendia quando se chegava em tais velocidades. Durante provas americanas após a Guerra da Coréia, os pilotos de provas sentia a aeronave oscilar (buffeting) em Mach 0.92 e cabrar em Mach 0.95. Durante um mergulho em alta altitude e toda potência para determinar se o MiG conseguia chegar a Mach 1, Chuck Yeager chegou a Mach 0.98, com a aeronave não indo a velocidades maiores. Yeager perdeu os controles de rolagem e não conseguiu tirar a aeronave do mergulho até chegar em ar mais denso, por volta de 3.700 m de altitude, conseguindo terminar a recuperação do mergulho a 910 m.
O MiG-15 tinha tendência de entrar em parafuso após estolar, com o piloto não conseguindo recuperar, normalmente. De acordo com pilotos de provas americanos, esse comportamento era piorado pela completa falta de indicadores de que a aeronave iria estolar. A tendência do MiG em entrar em parafusos foi deduzida por pilotos da ONU na Coreia antes dos americanos testarem a aeronave; Houveram 56 instâncias de pilotos da ONU testemunharem MiGs entrar em parafuso durante combate, resultando em 25 acidentes e 10 ejeções.

## Produção

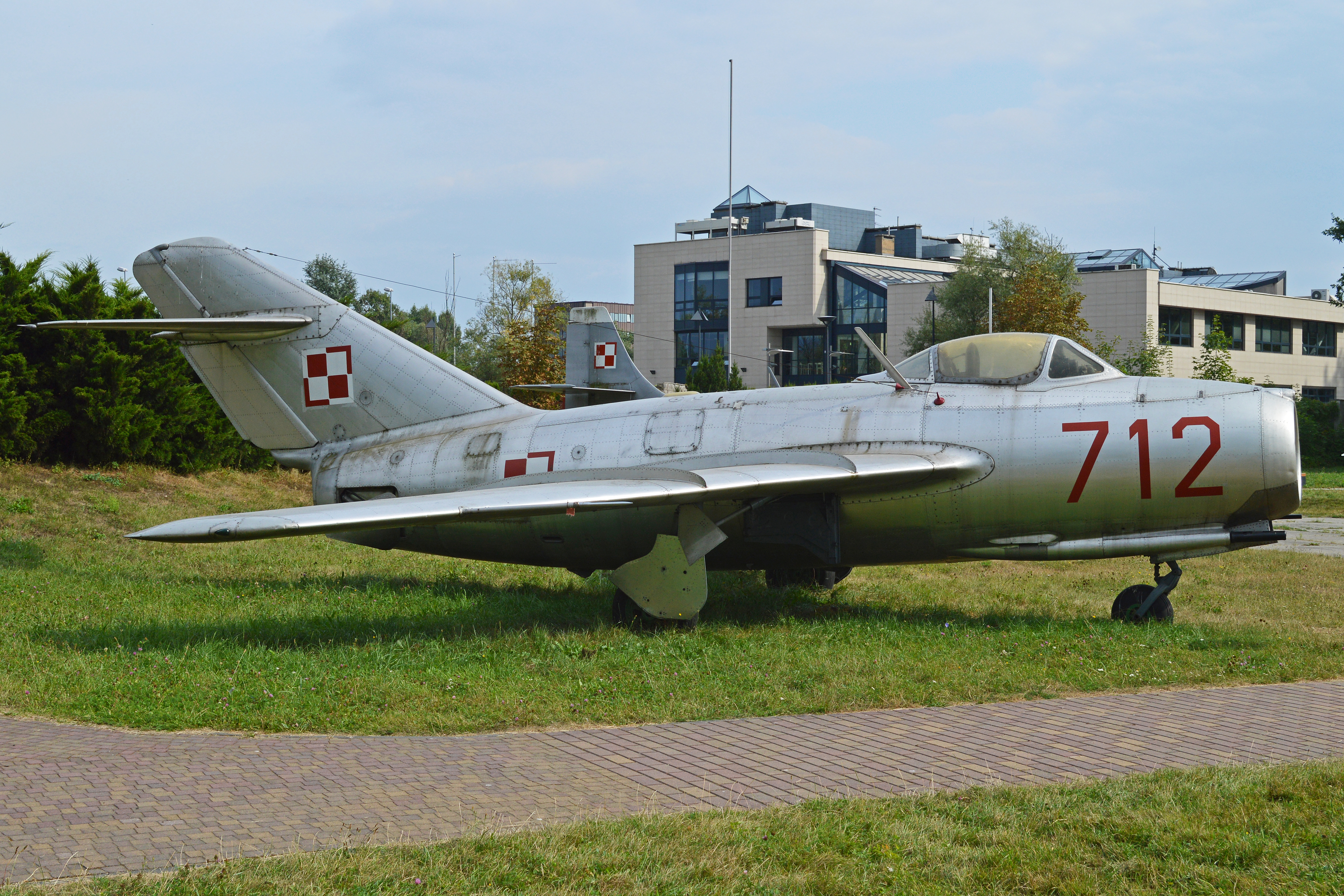
PZL-Mielec Lim-1

A União Soviética produziu 1344 MiG-15, 8352 MiG-15bis e 3434 variantes de duplo assento. A aeronave também foi produzida na Tchecoslováquia como S-102 (MiG-15, 821 unidades), S-103 (MiG-15bis, 620 unidades) e CS-102 (MiG-15UTI, 2012 unidades), e pela Polônia como Lim-1 (MiG-15, 227 unidades) e Lim-2 (MiG-15bis, 500 unidades). Nenhuma variante de duplo assento foi produzida pela Polônia, porém unidades de assento simples (tanto checas quanto polonesas) foram convertidas para assento duplo, sendo designadas como SB Lim-1 e SB Lim-2.
No início dos anos 50, a União Soviética entregou centenas de MiG-15 para a China, onde receberam a designação de J-2. Os soviéticos enviaram também 847 engenheiros e especialistas na aeronave para a China, onde prepararam a fábrica de aeronaves Shenyang para a produção de caças a jato. O plano original estabelecia a produção de caças MiG-15bis em Shenyang, porém, a China decidiu pela produção do MiG-17, um caça baseado no MiG-15, porém mais avançado, junto do MiG-15UTI (sendo o último, designado como JJ-2). Os chineses jamais produziram variantes de assento único do MiG-15, somente produzindo o JJ-2. Apesar disso, os chineses chegaram a reconstruir MiG-15 danificados em combate durante a Guerra da Coreia. O numero de JJ-2 construídos é desconhecido, porém, é estimado entre 120 a 500 unidades.

## Histórico Operacional

### Guerra Civil Chinesa
A introdução em larga escala do MiG-15 em combate ocorreu durante as últimas fases da Guerra Civil Chinesa. Durante os primeiros meses de 1950, aeronaves da Força Aérea da República da China (ROCAF), operando de bases em Taiwan, atacou posições na China continental, incluindo Shanghai. Mao Tsé-Tung requisitou assistência soviética com a defesa aérea chinesa.
Em fevereiro de 1950, a 50ª Divisão de Aviação de Caça (50 IAD) das Forças de Defesa Aérea Soviética, equipadas com caças MiG-15bis, foram destacadas para o China meridional, em apoio da Força Aérea do Exército de Libertação Popular (FAELP) e treinar pilotos chineses no novo caça. Em abril de 1950, MiG-15 pilotados por aviadores soviéticos começaram a operar em Shanghai, frustrando a campanha de bombardeio nacionalista. Em 28 de abril de 1950, Capitão Kalinkov abateu um P-38 nacionalista, sendo a primeira vitória em combate aéreo do MiG-15. Outra vitória veio em 11 de maio, com o Capitão Ilya Ivanovich Schinkarenko abatendo um B-24 Liberator, voado por Li Chao Hua, comandante do 8º Grupo Aéreo da ROCAF.

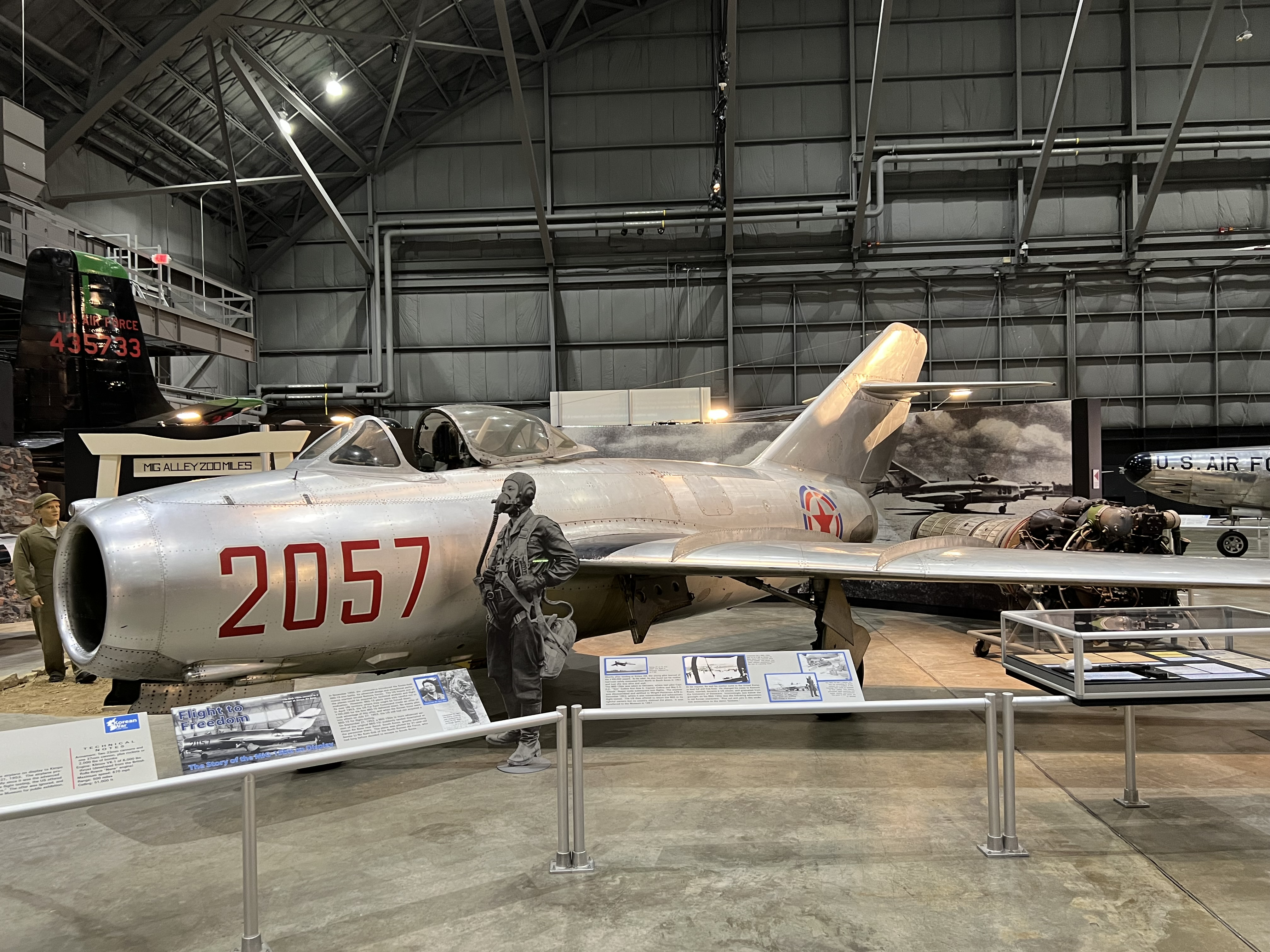
O MiG-15 de No Kum-sok exposto no Museu Nacional da Força Aérea dos Estados Unidos

### Guerra da Coréia

#### Visão geral e origens
Por muitos anos, a União Soviética ativamente negou que seus pilotos voaram durante a Guerra da Coreia; somente a China e Coreia do Norte assumiram a responsabilidade pelas operações no teatro coreano. Após o final da Guerra Fria, os pilotos soviéticos que participaram do conflito começaram a revelar suas histórias. Livros de autores chineses, russos e ex-soviéticos, como Zhang Xiaoming, Leonid Krylov, Yuriy Tepsurkaev e Igor Seydov revelam detalhes dos pilotos e operações. Desde o início, os pilotos soviéticos tinham ordens de não voar sobre áreas na qual poderiam ser capturados. As aeronaves soviéticas recebiam marcações chinesas ou norte coreanas e os pilotos usavam uniformes coreanos ou roupas civis para esconder sua nacionalidade. Para comunicações em rádio, os pilotos recebiam cartões com termos para aviação em coreano, foneticamente traduzidos para o cirílico. Estes subterfúgios não duravam nas condições de estresse em combate, com os pilotos soviéticos constantemente se comunicando em sua língua nativa. Forças da ONU suspeitavam da presença de tripulações soviéticas no teatro de operações, com comunicações interceptadas de rádio indicando pilotos de caça falando russo. Além disso, pilotos da USAF alegaram ter reconhecido as táticas e técnicas dos pilotos soviéticos, os quais foram apelidados pelos americanos de honchos.
Quando a Guerra da Coreia iniciou em 25 de junho de 1950, pilotos da Força Aérea da Coréia do Norte (KPAF) eram equipados com aeronaves soviéticas a pistão reminiscentes da Segunda Guerra Mundial, incluindo 93 Il-10 e 79 Yak-9P e de "40 a 50 aeronaves de transporte/ligação/treinamento". Caças a pistão também eram bastante dominantes nas forças aéreas que compunham o Comando das Nações Unidas (UNC), como o P-51 Mustang, F4U Corsair e Hawker Sea Fury. Inicialmente, a superioridade numérica e técnica das unidades de caça da UNC garantiu-os a supremacia aérea no teatro de operações, deixado os alvos norte coreanos vulneráveis a ataques de bombardeiros americanos, principalmente o B-29 Superfortress.
Durante 1950, o Kremlin concordou em fornecer MiG-15 a China e a Coréia do Norte, bem como treinar seus pilotos. A 50ª Divisão de Aviação de Caça (50 IAD), equipados com os novos caças, já estava baseada em um aeródromo nas proximidades de Shanghai e cumprido missões de defesa aérea durante a Guerra Civil Chinesa. Um destacamento do 50 IAD foi destacado para Antung, perto da fronteira com a Coreia do Norte, em agosto de 1950, formando o 29º Regimento de Guardas de Aviação de Caça (29 GvIAP). Quando a China entrou na guerra, em apoio a Coreia do Norte, os soviéticos concordaram em fornecer 16 regimentos de caças MiG-15, incluindo pilotos. Nesse meio tempo, mais pilotos foram recrutados de unidades de elite soviéticas para voar na Coreia. Os pilotos tinham que ser mais jovens que 27 anos e prioridade era dada a veteranos da Segunda Guerra Mundial. A primeira grande unidade a ser enviada para a Coréia, o 324º IAD, era uma divisão de defesa aérea comandada pelo Coronel Ivan Kozhedub, o maior ás soviético da Segunda Guerra, com 62 vitórias. Em novembro de 1950, a 151ª e 28ª IAD, junto da 50ª IAD, foram reorganizadas, se tornando 64º Corpo de Aviação de Caça (64 IAK).

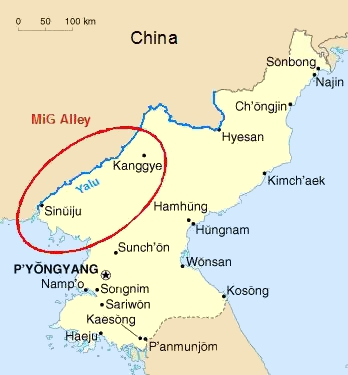
Mapa mostrando a localização geral do MiG Alley

Inicialmente, os caças soviéticos operavam em áreas próximas a suas bases, devido a limitações de alcance da aeronave, sendo guiados a seus alvos por equipes de GCI (Ground Control Intercept, interceptação controlada por terra), nas quais guiavam os MiGs até as posições mais vantajosas. Por razões políticas, logísticas e de segurança, os caças não podiam atravessar uma linha imaginária que ia desde Wonsan à Pyongyang e nunca poderiam voar sobre o mar. Os MiG soviéticos sempre operavam em pares, com o líder de atacante e o ala em cobertura. A região noroeste da Coréia do Norte, onde o Rio Yalu desemboca no Mar Amarelo, ficou conhecida como MiG Alley (Beco dos MiGs), devido a grande quantidade de combates na região.
Os pilotos de MiG-15 se provaram particularmente efetivos na missão original da aeronave: a interceptação de formações de B-29. A nível tático, as grande formações de MiGs esperavam no lado chinês da fronteira. Quando as aeronaves da UNC entravam no MiG Alley, os caças soviéticos mergulhavam desde alta altitude para atacar. Em caso de se pegarem em problemas, escapavam para o lado chinês da fronteira. Os esquadrões soviéticos operavam em grandes grupos, com a formação básica de seis aeronaves se dividindo em três pares, cada um composto por um líder e um ala.
- O primeiro par de MiGs atacavam os Sabres inimigos;
- O segundo par protege o primeiro par;
- O terceiro par se mantinha acima do combate, dando apoio as outras duplas caso necessário. Esse par tinha maior liberdade, podendo atacar alvos de oportunidade, como caças da UNC que haviam saído das formações.

Após o MiG-15 entrar na guerra, o mesmo se demonstrou ser claramente superior aos melhores caças a jato de asa reta operados no teatro, como o Gloster Meteor, F-80 Shooting Star, F-84 Thunderjet e F9F Panther. Em comparativo de desempenho, o F-86 Sabre - que também contava com asas enflechadas - era a única aeronave que disputava com o MiG-15.
A USAF afirmou que o F-86 teve a vantagem em vitórias em combate sobre a Coreia entre 1950 e 1953. Foi reconhecido que muitos pilotos soviéticos tinham mais vitórias que seus contrapartes americanos, devido a um numero de fatores, apesar do agregado de vitórias reivindicadas pelos soviéticos tenham sido provavelmente exageradas. De acordo com fontes soviéticas/russas, 335 MiG-15 pilotados por soviéticos foram perdidos na Coreia por todas as causas, desde acidentes operacionais a perdas por fogo antiaéreo e ataques inimigos. Fontes chinesas afirmam que 224 MiG-15 pilotados por chineses foram perdidos na Coreia. As perdas norte coreanas são desconhecidas, mas segundo desertores norte coreanos, a arma aérea perdeu 100 MiG-15 durante a guerra. Assim, cerca de 659 MiG-15 são admitidos como sendo perdidos. Apesar de maioria das perdas de MiG-15 terem sido contra F-86, várias unidades do caça soviético foram perdidas em combates contra outras aeronaves, como o F-80, F-84, F9F, Meteor e até caças a pistão, como o F4U e Sea Fury.
O 64 IAK, que controlava todas as aeronaves pilotadas por soviéticos no teatro de operações, reivindicou 1.106 aeronaves abatidas por MiG-15. Os registros das unidades da USAF confirmam que 139 aeronaves dos EUA foram derrubadas pelos MiGs, com mais 68 perdidas por causas desconhecidas, 237 unidades foram listadas como perdidas por causas desconhecidas e 472 unidades foram classificadas como "outras perdas". Comparação com os dados soviéticos sugerem que os pilotos americanos rotineiramente atribuíam suas perdas em combate como "acidentes em pouso" ou "outras perdas".

#### Novembro de 1950 a novembro de 1952
Em 1º de novembro de 1950, a 50 IAD entrou na guerra com seus MiG-15 - com seus narizes pintados de vermelho e marcações norte coreanas. Nesse dia, oito MiG-15 interceptaram uma formação de 15 P-51D Mustangs da USAF, com o Primeiro-tenente Fyodor V. Chizh abateu a aeronave comandada por Aaron Abercombrie, matando ele. O primeiro combate jato contra jato também aconteceu naquele dia, com três MiG-15 do 50 IAD interceptando uma formação de 10 F-80 Shooting Star. O 1º Ten Frank Van Sickle, piloto de um dos F-80C, foi abatido pelo 1º Ten Semyon Fyodorovich Khominich, com Van Sickle falecendo. A USAF atribui essa perda a fogo antiaéreo norte coreano.
Porém, no dia 9 de novembro, os pilotos de MiG-15 soviéticos sofreram sua primeira perda, com o Tenente-Comandante William "Bill" Amen, do VF-111, abatendo o MiG-15 comandado pelo Capitão Mikhail F. Grachev, matando o mesmo. Amen pilotava um F9F Panther.
Para contrapor os MiG-15, três esquadrões de caças F-86 Sabre, as únicas aeronaves americanas com asas enflechadas a estarem ativas na época, foram enviadas apressadamente para a Coréia em dezembro. Em 17 de dezembro, o Tenente-coronel Bruce H. Hinton forçou o Major Yakov Nikanorovich Yefromeyenko a ejetar de seu MiG em chamas. Cinco dias depois, o Cap. Nikolay Yefremovich Vorobyov abateu o F-86A do Cap. Lawrence V. Bach em seu MiG-15bis. Ambos os lados do conflito exageravam suas reivindicações de vitórias aéreas naquele mês. Pilotos de Sabre reivindicaram oito MiGs e os soviéticos, 12 F-86; enquanto as perdas reais foram de três MiGs e quatro Sabres.
O chefe do estado maior da RAF, Marechal Sir John Slessor, comentou que "não somente são mais rápidos do que qualquer coisa que produzimos atualmente, como conseguem produzir em grandes quantidades [...] Os russos, portanto, alcançaram uma vantagem de quatro anos sobre o desenvolvimento britânico em relação a um interceptador de vital importância".
Ao final de 1950, a União Soviética uma nova unidade para a China, o 324º IAD (compreendendo dois regimentos: o 176º GvIAP e 196º IAP). Na época, os regimentos de interceptadores contavam com 35 a 40 aeronaves, com uma divisão contando com três regimentos. Quando a unidade chegou a suas bases aéreas ao longo do Rio Yalu em março de 1951, haviam recebido treinamento preliminar em bases soviéticas em distritos próximos e iniciaram um intenso período de treinamento de combate ar-ar com o MiG-15. Os soviéticos treinavam junto de pilotos chineses e coreanos. Ambos os regimentos do 324 IAD foram destacados para uma base avançada em Antung e entraram em combate no início de abril de 1951. O 303º IAD, comandado pelo Gen. Georgiy A. Lobov chegou a Coréia em junho do mesmo ano, iniciando operações de combate em agosto.

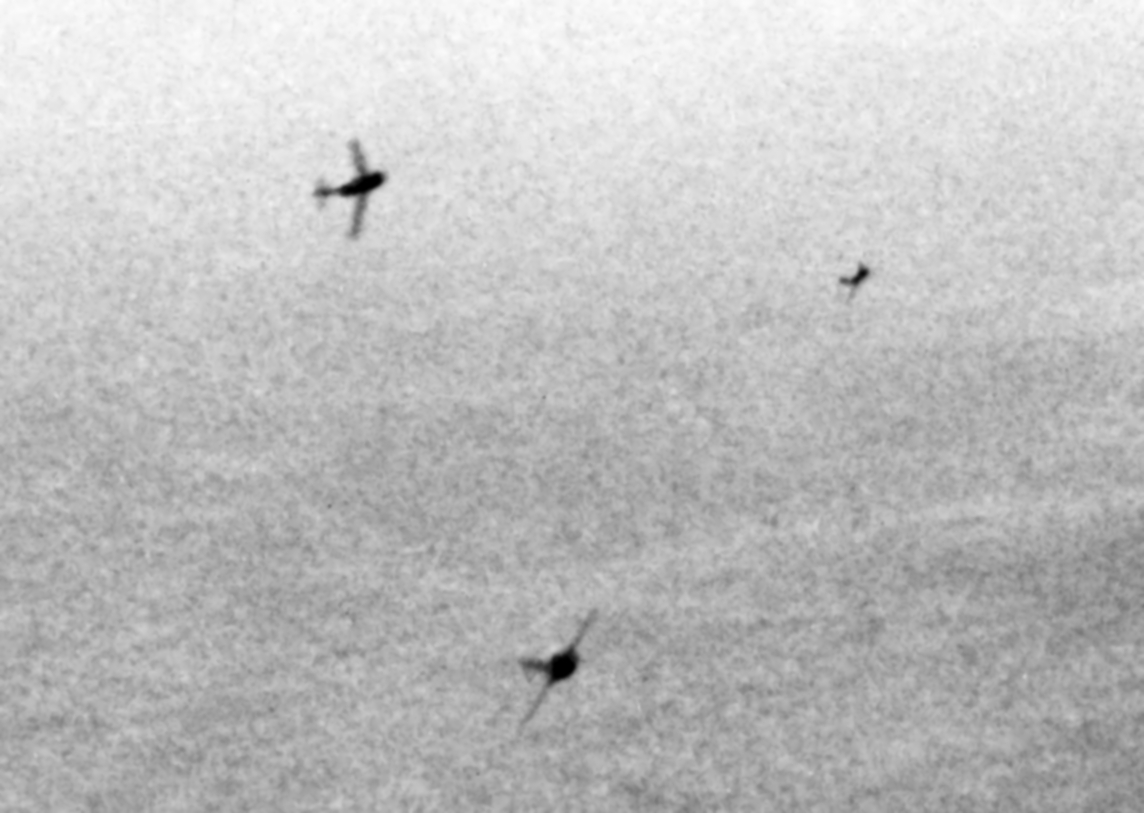
Dois MiG-15 atacando em formação um B-29, Coréia, 1951

Os pilotos soviéticos eram treinados para atacar formações inimigas em ataques coordenados em diferentes direções, utilizando altitude e velocidade a seu favor. Os primeiros encontros estabeleceram as principais características dos combates aéreos dos próximos dois anos e meio. O MiG-15 e MiG-15bis tinha um teto de serviço maior que todas as variantes do Sabre - 15.500 m contra os 15.000 m do F-86F, além de acelerar mais rápido que maioria das variantes do Sabre, devido a melhor taxa peso-potência - 1.005 km/h contra 972 km/h do F-86F. A taxa de subida do MiG-15 também era superior a da primeira variante do Sabre, subindo a 2.800 m/min, contra 2.200 m/min do F-86A/E (a variante F igualava a taxa de subida). Outra características que distinguia o MiG-15 era uma melhor taxa de giro acima de 10.000 m. O MiG-15 era mais lento de baixa altitude - 985 km/h no MiG-15bis contra 1.107 km/h no F-86F. Todas as variantes do Sabre podiam fazer curvas mais apertadas abaixo dos 8.000 m. Assim, se o MiG-15 forçasse o Sabre a um combate no plano vertical ou no horizontal acima dos 10.000 m, poderia ganhar uma vantagem significativa. Além disso, o MiG poderia facilmente escapar de um Sabre subindo a seu teto de serviço, sabendo que o F-86 não poderia o seguir. Abaixo dos 8.000 m, porém, o Sabre tinha vantagens em maioria dos aspectos, exceto a taxa de subida, especialmente se o piloto do MiG cometesse o erro de tentar manter um combate no plano horizontal. O MiG também contava com maior poder de fogo - um canhão NR-37, de 37mm e dois canhões NR-23, de 23mm, contra as seis M3 de 12.7mm do Sabre. Porém, o aparelho de mira giroscópico ASP-1N, reminiscente da Segunda Guerra, era menos sofisticado e preciso que as miras apoiadas por radar A-1CM e A4 do F-86E/F.
A missão principal do MiG-15 não era o dogfight contra o F-86, mas contrapor os bombardeiros estratégicos americanos, principalmente B-29 Superfortress. Essa missão era dada a elite da Força Aérea Soviética (VVS), em abril de 1951, a 324º IAD, comandada pelo Col. Ivan Kozhedub, e mais tarde, para a 303º IAD, do Gen. Georgiy A. Lobov, que chegou à Coreia em junho desse mesmo ano.

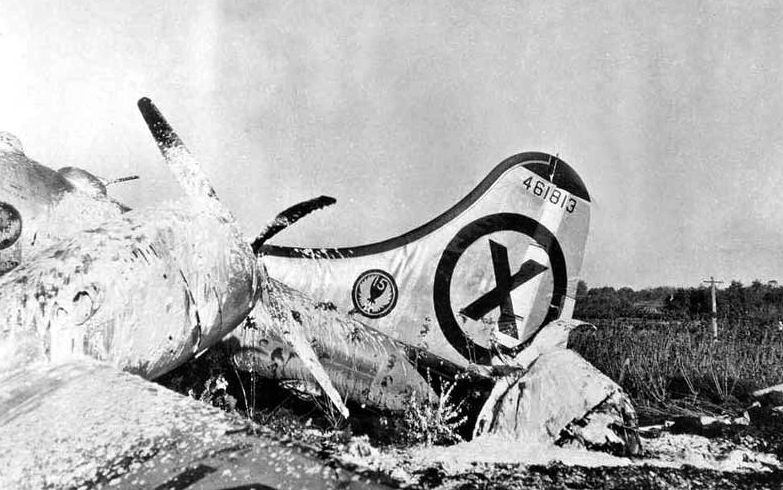
Um B-29 de reconhecimento fotográfico destruído após um pouso forçado na Base Aérea de Iruma, no Japão, em 1950. Esta aeronave foi danificada por um ataque de MiG-15 sobre o Rio Yalu, com seu artilheiro de cauda chegando a abater um dos atacantes.

Em 12 de abril de 1952, 44 MiG-15 atacaram uma formação de 48 B-29, escoltados por 18 F-86 Sabres, 54 F-84 Thunderjets e 24 F-80 Shooting Stars, indo em direção a uma ponte ligando a Coréia do Norte à China, sobre o Rio Yalu, em Uiju. Os experientes pilotos soviéticos abateram ou danificaram 18 B-29A, um F-86A e três F-80C, com a perda de somente um MiG. As unidades aéreas soviéticas reivindicaram o abate de 29 aeronaves americanas até o final daquele mês: 11 F-80, sete B-29 e nove F-51. 23 dessas 29 reivindicações batem com perdas reconhecidas, mas fontes americanas afirmam que maioria delas foram por questões operacionais ou fogo antiaéreo, admitindo somente quatro B-29 (um abatido e três danificados). Historiadores americanos concordam que o MiG-15 conquistou superioridade aérea sobre o noroeste coreano.
Os bombardeiros estratégicos voltaram na semana dos dias 22 a 27 de outubro para neutralizar aeródromos norte coreanos em Namsi, Taechon e Saamchan, sendo atacados por caças MiG-15. Em 23 de outubro de 1951, 56 MiG-15bis interceptaram nove B-29, escoltados por 34 F-86 e 55 F-84E. Apesar da inferioridade numérica, os aviadores soviéticos abateram ou danificaram oito B-29 e dois F-84E, perdendo somente um MiG, com o episódio sendo chamado pelos americanos como "Terça-feira negra". Os pilotos soviéticos mais bem sucedidos naquele dia foram o Ten. Col. Aleksandr P. Smorchkov e o 1º Ten Dmitriy A. Samoylov, com o último abatendo bombardeiros americanos nos dias 22, 23 e 24. Samolyov ainda abateu outros dois F-86A em 24 de outubro de 1951 e no dia 27, mais um B-29 e um F-84E. Estas perdas de bombardeiros fizeram o estado maior das Forças Aéreas do Extremo Oriente cancelar ataques diurnos com o B-29, somente operando em ações noturnas apoiadas por radar. De novembro de 1951 a janeiro de 1952, ambos os lados tentaram conquistar superioridade aérea sobre o Yalu ou pelo menos negar a mesma ao inimigo, levando a intensidade dos combates entre MiG-15 e F-86 a patamares nunca antes vistos pelos pilotos de ambos os lados. Durante o período de novembro de 1950 até janeiro de 1952, 40 pilotos soviéticos foram creditados como ases, com cinco ou mais vitórias. Registros de combate soviéticos mostram que o primeiro ás soviético na Coréia foi o Cap. Stepan Ivanovich Naumenko, que teve sua quinta vitória em 24 de dezembro de 1950. Outros registros marcam que o Cap. Sergei Kramanenko foi o primeiro ás, marcando sua quinta vitória em 29 de julho de 1951. Aproximadamente 16 dos 40 pilotos de fato se tornaram ases, com o mais bem sucedido sendo o Maj. Nikolai Sutyagin, com 22 vitórias (13 delas confirmadas pelos Estados Unidos), seguido do Col. Yevgeny Pepelyaev, com 19 vitórias (15 confirmadas) e do Maj. Lev Shchukin, com 17 vitórias (11 confirmadas).
Os líderes de formações de MiGs, aproveitando da vantagem em terra e da vantagem tática da aeronave em alta altitude, podiam ditar a situação tática do combate, pelo menos até o início da batalha. Eles poderiam decidir se iriam lutar ou fugir se quisessem. A vantagem da interceptação controlada por radar em terra (GCI) também dava uma vantagem ao MiG: Poderiam passar pelo meio das formações de patrulha dos F-86 americanos.

#### Janeiro a julho de 1952
Ao final de janeiro de 1952, 303ª IAD foi substituído pelo 97º IAD (16º e 148º IAP) e em fevereiro, o 324º IAD foi substituído pelo 190º IAD (256º, 494º and 821º IAP). Estas novas unidades tinham um treinamento pobre, com maioria dos pilotos tendo feito 50 a 60 horas/voo no MiG. Consequentemente, estas unidades sofreram grandes perdas em combate contra os americanos, bem mais experientes e preparados. Pelo menos dois aviadores soviéticos se tornaram ases na época: Majores  Arkadiy S. Boytsov e Vladimir N. Zabelin, com seis e nove vitórias respectivamente.
Durante os seis meses de fevereiro a julho de 1952, foram perdidos 81 MiGs e 34 pilotos foram mortos em combate contra os F-86, abatendo somente 68 aeronaves da UNC (36 delas, F-86). As maiores perdas foram em 4 de julho de 1952, quando 11 MiGs foram abatidos por Sabres, com um piloto sendo morto em combate. Contribuindo para tudo isso, houve a Operação "Maple Special", de cunho secreto na época, sendo um plano do Col. Francis Gabreski em cruzar o Rio Yalu para a Manchuria (algo oficialmente proibido) e pegar os MiGs durante pousos e decolagens, onde estavam em desvantagem: voando lento, a baixa altitude e, as vezes, com pouca munição e combustível.
Apesar dessas circunstâncias, os pilotos de MiG-15 conseguiram marcar duas importantes vitórias contra os aviadores americanos:
- 10 de fevereiro de 1952: O Maj. George Andrew Davis Jr., um ás com 14 vitórias (10 confirmadas) foi abatido e morto em combate. A vitória foi reivindicada por dois pilotos: o 1º Ten. Mikhail Akimovich Averin e Zhang Jihui.[39][40][22]
- 4 de julho de 1952: Segundos após abater o MiG do 1º Ten. M. I. Kosynkin, o futuro ás (na época) Cap. Clifford D. Jolley foi forçado a ejetar de seu F-86E após ser pego de surpresa pelo MiG-15bis do 1º Ten. Vasily Romanovich Krutkikh.[35][40][41][42]

#### Julho de 1952 a julho de 1953
Em maio de 1952, novas (e melhor treinadas) unidades de defesa aérea, o 133º e 216º IAD, chegaram na Coréia. Elas substituíram o 97º e 190º IAD em julho de 1952 e, se não tomaram totalmente a superioridade aérea dos americanos (agora mais experientes), conseguiram neutralizar os americanos entre setembro de 1952 e julho de 1953. Em setembro de 1952, o 32º IAD também iniciaram operações de combate. Mais uma vez, os números de vitórias e perdas em combate ainda são debatidos pelos historiadores americanos e soviéticos, mas, pelo menos em três ocasiões, os MiG-15 soviéticos ganharam a vantagem sobre os aviadores americanos.
- 7 de abril de 1953: O Cap. Harold E. Fischer, ás americano com 10 vitórias, foi abatido sobre a Manchuria após danificar um MiG chinês e outro soviético na Base Aérea de Dapu. A identidade do piloto atacante é disputada entre o 1º Ten Grigoriy Nesterovich Berelidze e Han Deichai.[1][22]
- 12 de abril de 1953: O Cap. Semyon Fedorets, ás soviético com oito vitórias, abateu o F-86E comandado por Norman E. Green, mas logo após, foi atacado pelo (na época) futuro ás americano, Cap. Joseph C. McConnell. Durante o embate, ambos os pilotos abateram um ao outro, conseguindo ambos se ejetar em segurança.[40]
- 20 de julho de 1953: Durante um raid na Manchuria e após abater dois MiGs chineses, os Maj. Thomas M. Sellers e Stephen L. Bettinger tentaram pegar de surpresa outros dois MiG-15 soviéticos que tentavam pousar em Dapu. Os aviadores soviéticos forçaram os pilotos americanos a ultrapassar seus caças, revertendo sua direção e abatendo ambos: o Cap. Boris Siskov forçou Bettinger a ejetar e seu ala, o 1º Ten Vladimir I. Klimov abateu e matou o Maj. Sellers. Essa foi a quinta vitória de Siskov, o fazendo o último ás da Guerra da Coréia. Estes também foram os últimos Sabres a serem abatidos por pilotos soviéticos na guerra.[1][35][39]

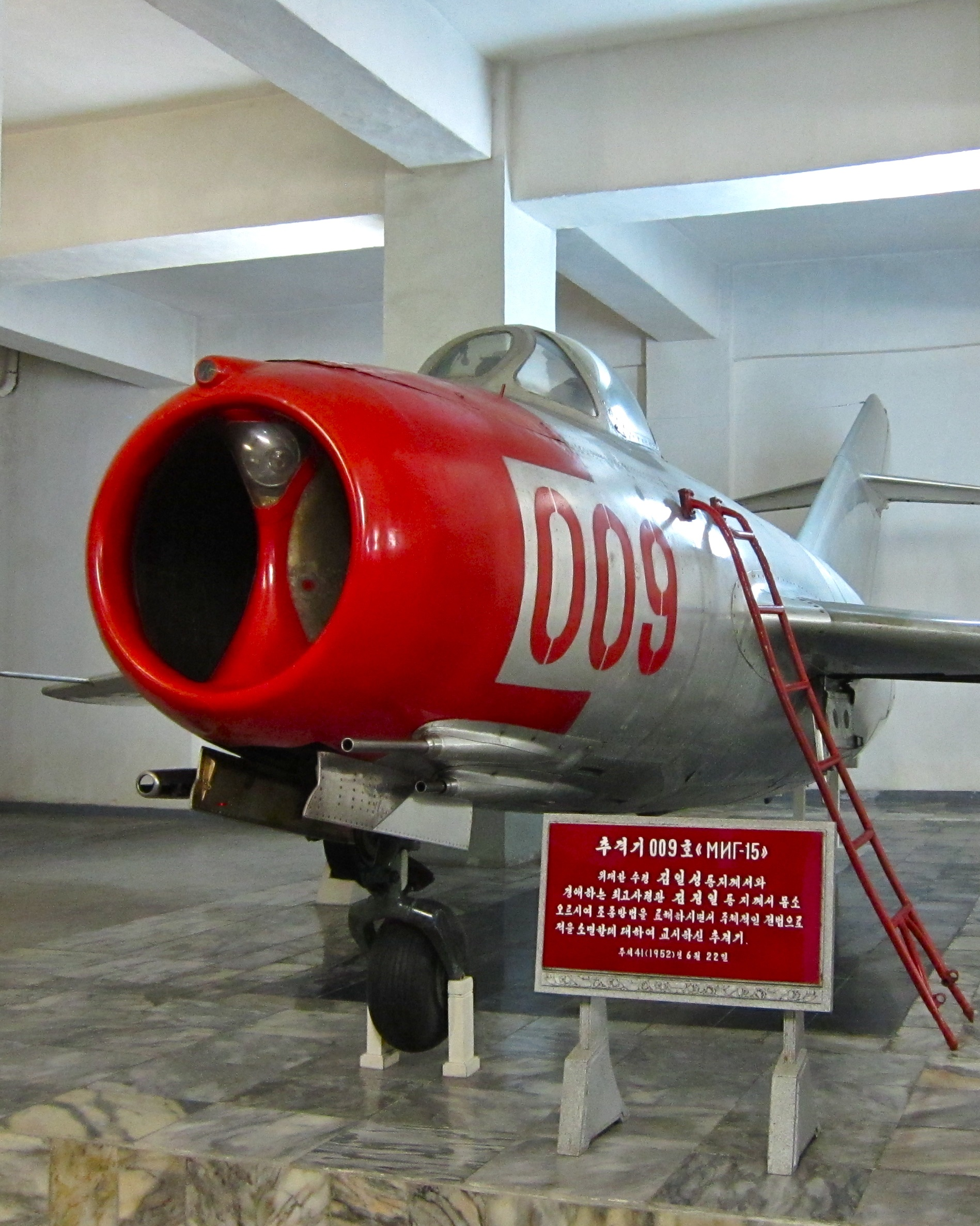
MiG-15bis no Museu Vitorioso da Guerra de Libertação da Pátria, Coréia do Norte

A ameaça dos MiG-15 forçaram as Forças Aéreas do Extremo Oriente a cancelar ataques diurnos com o B-29, favorecendo bombardeios noturnos apoiados por radar de novembro de 1951 para diante. Inicialmente, isso representou um perigo para a forças comunistas, uma vez que as únicas unidades de caça noturnos no teatro de operações eram equipados com veteranos caças a pistão Lavochkin La-11, inadequados para a missão de interceptar o B-29. Parte do regimento foi reequipado com caças MiG-15bis, com outra unidade de caça noturno sendo destacada para a Coreia logo após, causando grandes baixas nas formações de bombardeiros americanos. Entre 21h50min e 22h30min em 10 de junho de 1952, quatro MiG-15bis atacaram uma formação de B-29 sobre Sonchon e Kwaksan. O Ten. Col. Mikhail Ivanovich Studilin danificou um B-29A, forçando-o a fazer um pouso de emergência na Base Aérea de Gimpo. Minutos depois, o Maj. Anatoly Karelin abateu outros dois Superfortress. Os alas de Studilin e Karelin, Maj. L. A. Boykovets e 1º Ten. Zhahmany Ihsangalyev, danificaram um B-29 cada. Karelin, algum tempo depois, se tornou um ás, com seis vitórias (todos B-29 a noite). Após estes combates, as sortidas do B-29 a noite foram suspensas por dois meses. Originalmente projetados para abater bombardeiros, caças noturnos americanos como o F-94 Starfire e o F3D Skyknight foram enviados para escoltar os B-29 nas missões noturnas.
O MiG-15 foi menos efetivo em contrapor os F3D Skyknight da USMC, que executaram a escolta das formações de B-29 noturnas após o F-94 Starfire se comprovar inefetivo na missão. O Skyknight faltava desempenho, mas tinha a vantagem de ter um radar de controle de tiro, o que fazia o Skyknight detectar alvos mais facilmente, enquanto a guiagem por terra dos MiG-15 tinha dificuldades de detectar os caças de escolta. Na noite de 2 a 3 de novembro de 1952, um Skyknight pilotado pelo Maj. William Stratton e com Hans Hoagland como operador de radar danificou o MiG-15 do Cap. V. D. Vishnyak. Cinco dias depois, Oliver R. Davis e o operador de radar D.F. "Ding" Fessler abateram o MiG-15bis comandado pelo Ten. Ivan P. Kovalyov, que ejetou em segurança. Os Skyknights reivindicaram cinco vitórias sobre MiG-15 sem nenhuma perda, nem de Skyknights e nem de bombardeiros escoltados. Porém, o duelo não foi unilateral: Na noite de 16 de janeiro de 1953, um F3D quase foi abatido por um MiG, quando o Skyknight do Cap. George Cross e do Sgt.-Mor J. A. Piekutowski foi danificado durante um ataque de um MiG-15bis soviético, com o Skyknight voltando com dificuldades para a Base Aérea de Kunsan. Três meses e meio depois, na noite de 29 de maio de 1953, o piloto chinês Hou Shujun abateu com seu MiG-15, um F3D-2 sobre Anju, com a morte de seus dois tripulantes; os restos mortais do Sgt. James V. Harrell foram encontrados em uma praia no verão de 2001, a milhas de Kunsan; já o Cap. James B. Brown continua desaparecido.
Em um Sea Fury da Marinha Real Britânica, decolando de um navio-aeródromo leve, o Ten. Peter Carmichael, da Fleet Air Arm (FAA), abateu um MiG-15 em 8 de agosto de 1952, em um dogfight. O Sea Fury foi um dos poucos caças a pistão após a Segunda Guerra a abater um caça a jato. Em 10 de setembro de 1952, o Cap. Jesse G. Folmar abateu um MiG-15 com um F4U Corsair, mas foi abatido por outro MiG.
Os números dados pelas fontes soviéticas indicam que os MiG-15 do 64 IAK (o corpo de aviação que incluiu todas as unidades soviéticas que operaram no teatro coreano) fez 60.450 sortidas diurnas e 2.779 sortidas noturnas, engajando em combate 1.683 vezes durante o dia e 107 vezes a noite, reivindicando o abate de 1.097 aeronaves da UNC na Coreia, incluindo 647 F-86s, 185 F-84s, 118 F-80s, 28 F-51s, 11 F-94s, 65 B-29s, 26 Gloster Meteors e 17 aeronaves de tipos diferentes. De acordo com fontes americanas, 57 B-29 foram perdidos em combate na Coréia, quase todos abatidos por MiG-15.

#### MiG-15 chineses e coreanos durante a Guerra da Coreia
A VVS e PVO soviéticas foram os principais operadores do MiG-15 durante a Guerra da Coreia, porém, também chegou a ser operado pela FAELP chinesa e FAAEPC coreana (sob uma estrutura organizacional unificada, chamada de 1º Exército Aéreo Unificado). Apesar de reclamações da União Soviética, que repetidamente requisitava que os chineses acelerassem a introdução do MiG-15 em serviço ativo, em 1951, somente haviam dois regimentos voando o MiG-15bis como caças noturnos. Não sendo completamente treinadas e nem equipadas, estas unidades serviram mais para ações de defesa aérea em território chinês, mas se envolveram na interceptação de aeronaves de reconhecimento da USAF, em alguns casos, profundamente dentro de território chinês.
Em setembro de 1951, com numero suficiente de MiG-15 na região do Yalu, líderes soviéticos e chineses se sentiram confiantes o suficiente para iniciar o planejamento para o destacamento de regimentos de caça chineses e norte-coreanos para fora os santuários chineses. Exceto um rápido caso em janeiro de 1951, a FAELC não viu combates até 25 de setembro de 1951, quando 16 MiGs chineses engajaram uma formação de Sabres, com o piloto chinês Li Yongtai reivindicando uma vitória e a perda de um dos pilotos de MiG. As unidades norte coreanas entraram em ação com o MiG um ano depois, em setembro de 1952. Daí até o final da guerra, o 1º Exército Aéreo Unificado reivindicou o abate de 211 F-86, 72 F-84 e F-80, e 47 aeronaves de outros tipos, perdendo 116 aviadores chineses e 231 aeronaves; 224 MiG-15s, três La-11 e quatro Tupolev Tu-2. Vários pilotos foram creditados com cinco ou mais vitórias sobre aeronaves inimigas, como Zhao Baotong com sete, Wang Hai com nove; e Kan Yon Duk e Kim Di San, com cinco cada um.
Baseado em informações de arquivo soviéticos, 335 MiG-15 soviéticos foram perdidos na Coreia. A informação chinesa nota 224 MiG-15 perdidos em combate. Perdas norte-coreanas são desconhecidas, porém, segundo desertores norte-coreanos, a FAAEPC perdeu por volta de 100 MiG-15 durante a guerra. Um total de 659 MiG-15 foram perdidos por diversas causas, enquanto a USAF admite a perda de 78 Sabres em dogfights. A perdas gerais da UNC contra MiGs foram creditadas em 78 Sabres e 75 aeronaves de outros tipos. Porém, uma fonte mais recente reivindica que a USAF perdeu 224 dos 674 F-86 enviados a Coreia, com 110 deles perdidos em combate. Por outro lado, a correspondência de dados com registros soviéticos mostra que os pilotos americanos rotineiramente atribuíam suas próprias perdas de combate a “acidentes em pouso” e “outras causas”. De acordo com dados oficiais americanos, 250 F-86 foram perdidos na Coreia: 184 em combate (78 em combate aéreo, 19 por fogo antiaéreo, 26 por "causas desconhecidas" e 61 em "outras causas") e 66 em acidentes operacionais.
Em pesquisas mais recentes, conduzidas por Dorr, Lake e Thompson, reivindicam que a taxa de abates era de 2:1 para o F-86. Soviéticos reivindicaram ter abatido 600 Sabres, juntamente das reivindicações chinesas. Um relatório da RAND fez referência a "pesquisas recentes" dos combates do F-86 contra o MiG-15 na Coréia, concluindo que a taxa de abates para o F-86 era na verdade de 1.8:1, com ela chegando a 1.3:1 no caso de combate com pilotos soviéticos. Porém, essa taxa não contou os números de abates pelo MiG-15 contra outros tipos (como B-29, A-26, F-80, F-82, F-84 e et cetera).

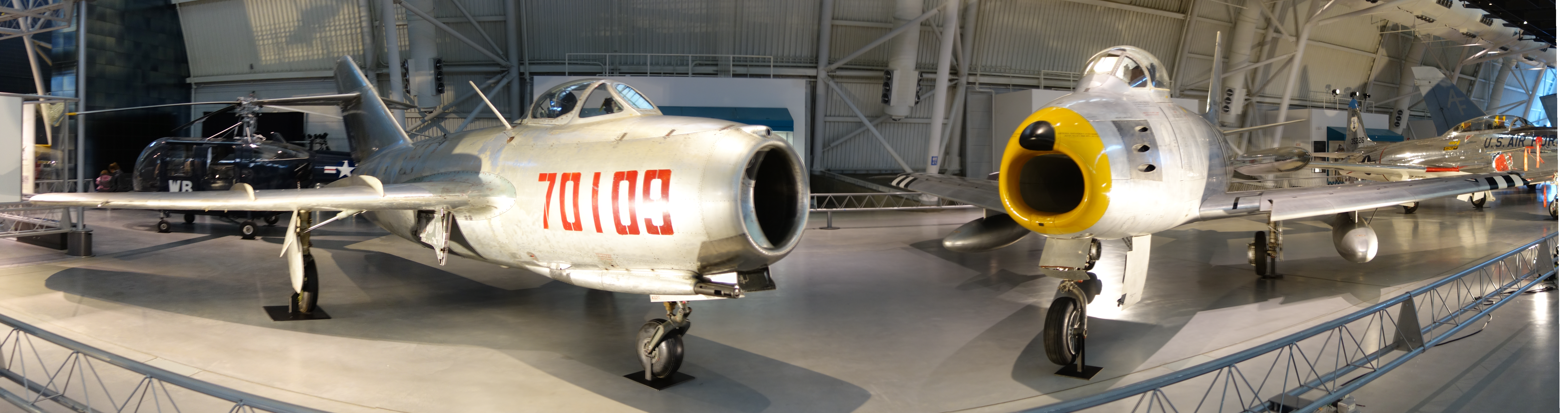
O MiG-15 (esquerda) e o F-86 Sabre (direita) expostos no Centro Steven F. Udvar-Hazy, Museu Nacional do Ar e Espaço, EUA.

## Operadores

### Operadores Atuais
- Coreia do Norte - Força Aérea e Antiaérea do Exército Popular da Coreia;[53]

### Operadores Antigos
- Afeganistão - Força Aérea Afegã;
- Albânia - Força Aérea da Albânia;
- Alemanha Oriental - Forças Aéreas do Exército Nacional Popular;
- Angola - Força Aérea Nacional de Angola;
- Argélia - Força Aérea Argelina;[54]
- Bulgária - Força Aérea da Bulgária;
- Camboja - Real Força Aérea do Camboja;
- China
  - Força Aérea do Exército de Libertação Popular;
  - Força Aérea da Marinha do Exército de Libertação Popular;
- República do Congo - Força Aérea Congolesa
- Cuba - Defesa Antiaérea e Força Aérea Revolucionária: MiG-15bis/bisR/UTI, recebidos em 1961 e operados até 1981.[55]
- Egito - Força Aérea do Egito;
- Estados Unidos - Força Aérea dos Estados Unidos: Nos anos 80, os Estados Unidos adquiriram um lote de aeronaves Shenyang J-4 e J-5 da China, sendo empregados para programas de testes de aeronaves inimigas. Em 2015, treinadores MiG-15UTI, operados por um contratado civil, são utilizados para treinamento na Força Aérea e Aviação Naval Americanas.
- Finlândia - Força Aérea da Finlândia;
- Guiné - Força Aérea da Guiné;
- Hungria - Força Aérea da Hungria;
- República Árabe do Iémen - Força Aérea da República Árabe do Iémen;
- República Democrática do Iémen - Força Aérea da República Democrática do Iémen;
- Indonésia - Força Aérea da Indonésia;
- Iraque - Força Aérea do Iraque;
- República Quemer - Força Aérea do Quemer;
- Mali - Força Aérea do Mali;
- Marrocos - Real Força Aérea do Marrocos;[54]
- Mongólia - Força Aérea do Exército Popular da Mongólia;
- Moçambique - Força Aérea de Moçambique;
- Nigéria - Força Aérea Nigeriana;
- Paquistão - Força Aérea Paquistanesa;
- Polónia
  - Força Aérea Polonesa;
  - Marinha Polonesa;
- Romênia - Força Aérea da Roménia;
- Síria - Força Aérea Síria;
- Somália - Corpo Aeronáutico Somali;
- Sri Lanka - Força Aérea do Sri Lanka;
- Tchecoslováquia - Força Aérea Checoslovaca;
- Uganda - Força Aérea das Forças Populares de Defesa de Uganda;
- União Soviética
  - Força Aérea Soviética;
  - Forças de Defesa Aérea Soviética;
- Vietname - Força Aérea Popular do Vietnã;

### Operadores Civis
- Argentina - Um CS-102, variante checa de treinamento, foi adquirido por um colecionador em 1997, recebendo a matricula LV-X216.[56][57]

## Especificações (MiG-15bis)
Dados: OKB Mikoyan  e MiG: Fifty Years of Secret Aircraft Design 

### Características Gerais
- Tripulação: 1
- Comprimento: 10.10 m (33 ft 2 in)
- Envergadura: 10.08 m (33 ft 1 in)
- Altura: 3.7 m (12 ft 2 in)
- Área de Asa: 20.6 m2 (222 sq ft)
- Aerofólio: Raíz: TsAGI S-10; Ponta: TsAGI SR-3;[59]
- Peso Vazio: 3,681 kg (8,115 lb)
- Peso Carregado: 5,044 kg (11,120 lb)
- Peso Máximo de Decolagem (MTOW): 6,106 kg (13,461 lb) com dois tanques alijáveis de 600 L;
- Capacidade de Combustível: 1.420 L (interno)
- Motor: 1x turbojato de fluxo centrífugo Klimov VK-1, com 5.950lbf (26.5 kN) de empuxo seco;

### Desempenho
- Velocidade Máxima: 1,076 km/h (669 mph, 581 kn) a nível do mar; 1,107 km/h (688 mph; 598 kn) a 3.000 m (9,800 ft);
- Velocidade de Cruzeiro: 850 km/h (530 mph, 460 kn)
- Alcance de traslado: 2,520 km (1,570 mi, 1,360 nmi) a 12,000 m (39,000 ft) com dois tanques alijáveis de 600 L;
- Teto de serviço: 15,500 m (50,900 ft)
- Taxa de subida: 51.2 m/s (10,080 ft/min)
- Carga Alar: 296.4 kg/m2 (60.7 lb/sq ft)
- Taxa Empuxo-Peso: 0.54

### Armamento
- Canhão
  - 2x Nudelman-Rikhter NR-23, de 23mm (80 tiros por canhão, 160 no total);
  - 1x Nudelman NR-37, de 37mm (40 tiros);
- Bombas: Bombas de 100kg;
- Hardpoint: Dois